# Camptoneuromyia boerhaaviae
Camptoneuromyia boerhaaviae är en tvåvingeart som beskrevs av Edwin Möhn 1975. Camptoneuromyia boerhaaviae ingår i släktet Camptoneuromyia och familjen gallmyggor. Inga underarter finns listade i Catalogue of Life.